# Microcramboides
Microcramboides is een geslacht van vlinders van de familie grasmotten (Crambidae).

## Soorten
- M. chaparellus Bleszynski, 1967
- M. meretricellus Schaus, 1913